# 日因 (大石寺)
日因（にちいん、1687年11月21日（貞享4年10月17日） - 1769年7月17日（明和6年6月14日））は、大石寺第31世法主。経道院。能化補任前は覚応坊日相と号した。

## 略歴
- 1687年（貞享4年）10月17日、陸奥国黒須野に誕生。
- 1705年（宝永2年）磐城阿本因坊日完を師として出家得度。
- 1708年（宝永5年）上総細草檀林に入林。
- 1717年（享保2年）9月12日、磐城黒須野妙法寺15代磐城阿本因坊日完〔日因の師〕寂。
- 1724年（享保9年）3月13日、父智泉院法久日遠卒。
- 1728年（享保13年）3月15日、上総広瀬に本城寺を創す。8月10日、因縁要文を著す。
- 1729年（享保14年）11月、御書拝見科要記を著す。
- 1730年（享保15年）5月1日、御書私科文を著す。
- 1732年（享保17年）細草檀林第37代化主となる。
- 1733年（享保18年）5月15日、法華教主事を著す。
- 1736年（元文元年）、大石寺10代学頭となる。
- 1738年（元文3年）6月13日、総勘文抄講談を著す。6月19日、開目抄上私記を著す。8月4日、母妙久日成卒。
- 1739年（元文4年）5月2日、開目抄文科を著す。
- 1740年（元文5年）5月8日、当家聞書を著す。6月10日、報恩抄文段講記2巻を録す。10月11日、長阿含22巻抜要を録す。
- 1740年（元文5年）11月13日、日忠より法の付嘱を受け、31世日因として登座。撰時抄寛記扶助書を著す。
- 1744年（寛保4年）2月、大石寺塔中理境坊本堂安置の板本尊を書写。
- 1744年（延享元年）6月18日、壽量品得意抄を著す。12月4日、広宣流布事を著す。
- 1745年（延享2年）5月13日、大石寺塔中東之坊を創す。6月28日、富士記上巻を著す。7月4日、富士記下巻を著す。
- 1746年（延享3年）6月8日、五重宝塔釿始めの儀式（起工式）執行。7月、客殿大過去帳を再調。
- 1747年（延享4年）6月7日、妙荘厳王品末法流通記を著す。
- 1749年（寛延2年）2月28日、大石寺五重塔安置本尊を書写。
- 1749年（寛延2年）6月、大石寺五重塔建立。
- 1750年（寛延3年）8月25日、法を32世日教に付嘱し、東之坊に移る。
- 1752年（宝暦2年）3月28日、法華本門常住不滅肝要抄を著す。3月下旬、十法界抄科文を著す。5月4日、釈迦佛供養抄記を著す。6月11日、木絵二像開眼事記を著す。6月29日、常忍抄記を著す。
- 1753年（宝暦3年）2月7日、末法初心成佛奥旨を著す。
- 1756年（宝暦6年）4月14日、臨終正念得意之事を著す。6月4日、日目新田家系図1紙を図し陸前本源寺等4ケ寺へ配布。8月12日、四種浄土事を著す。
- 1757年（宝暦7年）4月8日、日有上人御物語聴聞抄佳跡3巻を著す。5月24日、人間界男女胎生左右異論之事を著す。
- 1762年（宝暦12年）4月18日、成佛法華肝心口伝身造抄記を著す。4月28日、宗旨建立三四会合抄3巻を著す。
- 1763年（宝暦13年）3月4日、新田・南条両家之事を著す。
- 1764年（宝暦14年）4月28日、大石寺塔中蓮成坊安置の板本尊を書写。
- 1765年（明和2年）8月12日、当家袈裟数珠之口伝を著す。10月26日、種脱妙塔供養勝劣抄を著す。
- 1769年（明和6年）6月14日、83歳で死去した。

その他、大石寺塔中南之坊安置の板本尊（年月日不明、脇書に「大石寺持仏堂安置本尊」とあり）も書写している。
| 先代 日忠 | 大石寺住職一覧 | 次代 日教 |